# Hermonville
Hermonville é uma comuna francesa na região administrativa do Grande Leste, no departamento de Marne. Estende-se por uma área de 13.3 km², e possui 1.402 habitantes, segundo o censo de 2018, com uma densidade de 110 hab/km².